# Fundació Congrés de Cultura Catalana
La Fundació Congrés de Cultura Catalana és una fundació privada amb seu a Barcelona que té com a finalitat la promoció dels estudis i el suport a les iniciatives que serveixin per a potenciar la realitat cultural dels països de parla catalana. Va ser fundada el 1979.
L'any 1979, amb la culminació del Congrés de Cultura Catalana, i gràcies a l'aportació del pedagog i geògraf Pau Vila en ser guardonat amb el Premi d'Honor de les Lletres Catalanes, es va decidir crear la Fundació Congrés de Cultura Catalana per continuar la feina engegada pel Congrés de Cultura Catalana. Des del 2023, la seva seu és la Casa del Gremi de Velers.
La Fundació està organitzant una nova edició del Congrés de Cultura Catalana, amb voluntat de realitzar-lo el 2025.

## Presidents
- (1979 – 1989) Miquel Casals i Colldecarrera
- (1989 – 1996) Josep Pi-Sunyer i Cuberta
- (1996 – 2000) Agustí Contijoch i Mestres
- (2001 – 2004) Joan Martí i Castell
- (2004 – 2014) Francesc Vallverdú i Canes
- (2014 – 2016) Marta Rovira Martínez
- (2016 – 2019) Miquel Strubell i Trueta
- (2019 – avui) Agustí Alcoberro i Pericay